# حسن الأنكرلي
حسن الأَنْكُرْلي (1270 - 1344 ه‍ / 1854 - 1925 م) هو من علماء الموصل، وصاحب الخزانة المعروفة باسمه، في مكتبة الأوقاف العامة ببغداد.
هو حسن بن محمد بن رجب الموصلي المشهداني البغدادي، المعروف بالأنكرلي. ولد ونشأ في الموصل، ثم انتقل إلى بغداد وقرأ على محمود شكري الألوسي وغيرهم. اختير في أواخر أعوامه أميناً لمكتبة الكهية ببغداد وإماماً لجامع الوزير في الرصافة. من آثاره تصنيف «مجموعة» في 281 ورقة، في اللغة والفقه والتاريخ والأدب.
توفي ببغداد، وبعد وفاته أهديت مكتبته إلى مكتبة الأوقاف، فوضع لها عبد الله الجبوري فهرساً سماه «فهرس مخطوطات حسن الانكرلي المهداة إلى مكتبة الأوقاف العامة ببغداد» (مطبعة الاداب، 1967 م).